# Günter Waidacher
Günter Waidacher (* 5. Juni 1955) ist ein österreichischer Schauspieler.

## Leben
Günter Waidacher studierte an der damaligen Hochschule für Musik und darstellende Kunst in Graz, die er 1978 mit dem Diplom abschloss. Neben verschiedenen Gastverträgen und Tourneen spielte er unter anderem jeweils fünf Jahre am Luzerner Theater und am Landestheater Memmingen. 1980 erhielt Waidacher eine Auszeichnung als bester Schauspieler beim Schweizer Theatertreffen.
Anfang der 1990er Jahre begann Waidacher, regelmäßig Rollen vor der Kamera zu übernehmen, so in den Krimiserien Der Alte und Derrick. Nachdem er bereits 1987 und 1994 in zwei Frankfurter Tatort-Episoden zu sehen gewesen war, spielte er zwischen 1997 und 2001 in mehreren Folgen an der Seite des ermittelnden Kommissars Brinkmann alias Karl-Heinz von Hassel dessen Assistenten. Ab dem Jahr 2000 war Waidacher als Franz Sandgruber jr. wiederholt der Filmbruder von Hansi Hinterseer in einer Reihe von Heimatfilmen.
Günter Waidacher lebt in Bad Waldsee.

## Filmografie
- 1987: Tatort – Blindflug
- 1991: Hüpfendes Fleisch
- 1991: Der Alte – Das Puzzle
- 1991: Derrick – Caprese in der Stadt
- 1992: Derrick – Ein seltsamer Ehrenmann
- 1993: Christinas Seitensprung
- 1994: Tatort – Der Rastplatzmörder
- 1997: Forsthaus Falkenau – Unerwartete Wendungen
- 2000: Da wo die Berge sind
- 2000: Scharf aufs Leben
- 2001: Schlosshotel Orth – Vertrauenssache
- 2002: Da wo die Liebe wohnt
- 2004: Da wo die Herzen schlagen
- 2004: Da wo die Heimat ist
- 2006: Da wo das Glück beginnt
- 2006: Da wo es noch Treue gibt
- 2007: Da wo die Freundschaft zählt
- 2009: Da wo wir zu Hause sind
- Tatort-Folgen als Assistent Robert Wegener:
  - 1997: Eulenburg
  - 1997: Das Totenspiel
  - 1998: Todesbote
  - 1999: Blinde Kuriere
  - 2000: Mauer des Schweigens
  - 2001: Havarie